# 帕里亞河
帕里亞河（英語：Paria River）是科羅拉多河的一條支流，長約95英里（153公里），位於美國猶他州南部和亞利桑那州北部。它流經科羅拉多河西北部崎嶇乾旱的地區，部分河道流經無路的狹縫型峽谷。